# Бирхоры
Бирхорцы (бирхоры) (пер. «лесной человек») — народ, относящийся к группе мунда в Индии, в таких штатах как Бихар, Орисса, Джаркханд. Численность представителей народа бирхор 6 тыс. человек. Бирхоры говорят на диалекте языка мундари. Придерживаются традиционных верований. Однако в последнее время подвержены влиянию индуизма. Бирхоры занимаются собирательством, охотой, витьём верёвок, но всё больше переходят к земледелию и оседлости. Архивная копия от 13 апреля 2016 на Wayback Machine

## Группы
Бирхоры подразделяются на две группы
- джагхи (занимаются подсечно-огневым земледелием)[1]
- утхлу (кочевые охотники и собиратели). Собирательством и охотой занимаются, как правило, в джунглях. Они сохраняют наиболее архаичную культуру. В джунглях занимаются собирательством, охотой на мелких животных. Помимо этого занимаются ремеслами: плетут циновки, корзины, канаты, веревки. Утхлу живут в хижинах из ветвей и листьев. Объединение из нескольких групп составляет род (танда), имеющий тотемическое название.[1]

## Этимология
Бирхоры переводится как «лесные люди». Бир — «лес, джунгли»; хор — «народ».

## Этнология
Типичный представитель народа бирхор невысокого роста. Волосы, как правило, вьющиеся, голова длинная.

## Расселение
Бирхоры в основном проживают в штатах Бихар, Орисса, Джаркханд, Западная Бенгалия, Чхаттисгарх.

## Язык
Народ говорит на бирхорском языке, принадлежащем к группе языков мунда. Их язык имеет черты сходства с языками сантали, мундари и хо. Они также свободно владеют языками, преобладающими на территории их обитания. (Orans 1968: 397)

## Семья и брак
Семья — основа бирхорского общества. Наследование идёт по мужской линии. Они одеваются как соседние народы, используют в основном традиционные индийские платья с некоторым западным влиянием. Они делятся на тотемические кланы, названые в честь растений, птиц, животных, рек и т. д. Бирхоры следуют правилам племен и кланов. Юноша-бирхор должен вступать в брак с девушкой-бирхор, но кланы юноши и девушки не должны быть одинаковыми. Танды или полосы имеют семьи разных кланов, но они следуют правилу танда. Брак между юношей и девушкой возможен только тогда, когда они не связаны до трёх поколений от отца и со стороны матери. Бирхоры следуют практике выкупа невесты. Когда ребёнок достигает возраста вступления в брак, отец несёт ответственность за своего сына, чтобы его сын или дочь вступили в брак. Согласно традиционному обычаю, отец юноши договаривается с отцом девушки. Когда последний соглашается, отец юноши выкупает невесту у её отца.

## Религия
В противоречии со своей слабо развитой материальной культурой, религиозная жизнь бирхоров достаточно сложна. Бирхоры называют шаманов мати или деонра. Чувствительный темперамент — важное качество, которым должен обладать мати, однако мати может стать любой. В мати вселяется дух покровитель, когда тот спит или находится в состоянии транса. Во время транса душа шамана покидает физическое тело и отправляется в мир духов. Существуют специальные школы шаманов.
Как привило на группу людей. Каждая такая группа помимо этого имеет жреца, которого называют найя. Он также является недуховным лидером группы. Найя приносит жертвы по предназначению мати. Хотя мати иногда сам приносит жертвы либо другим, либо своему духу-покровителю. Колдовство не получило развития в племенах бирхоров
Мати выполняет ряд функций:
- Назначает нового найя после смерти старого.(Он входит в транс и называет наследника, как правило, это сын усопшего найя.)[5]
- Определяет места, которые нельзя посещать в течение семи дней после рождения ребёнка.
- После неудачной охоты он выясняет, какой дух виновен в неудаче.
- После свадьбы он определяет, будет ли сопутствовать удача молодожёнам.
- Выясняет причину болезни члена племени.
- На седьмой или девятый день после похорон он возвращает души умерших в их жилище.
- Даёт советы и помогает приносить жертвы жрецу (найя) духу племени (Танда).[5]